# جورج واشنطن دي لا فايت
جورج واشنطن دي لا فايت هو سياسي فرنسي، ولد في 24 ديسمبر 1779 في باريس في فرنسا، وتوفي في 29 نوفمبر 1849 في Courpalay ‏ في فرنسا. انتخب نائب فرنسي.